# Backa (Uddevalla)
Backa is een plaats in de gemeente Uddevalla in het landschap Bohuslän en de provincie Västra Götalands län in Zweden. De plaats heeft 74 inwoners (2005) en een oppervlakte van 8 hectare. De plaats wordt omringd door zowel bos als landbouwgrond en ligt op een paar kilometer van het Kattegat.